# موكسوين
موكسوين (بالكردية: Miks‏) (بالأرمنية: Մոկք) كانت محافظة في أرمينيا القديمة، والتي تقع في الوقت الحاضر في محافظة وان في تركيا، وكانت أيضا تسمى بالإقطاعية العائلية في الفترة بين عامي 400-800 للميلاد.
أصبحت تسمى حاليا باللغة التركية «بهجة سراي» (بالتركية: Bahçesaray)‏.
كانت المنطقة معروفة في العصر الروماني بموكوس، وبعد القرن الثامن عرفت بموكس، وبعد القرن الثامن عشر للميلاد عادت لتعرف بموكوس.

## الموقع
يحد موكسوين من الجنوب جزء من آشور كان يسميه الأرمن أرواستان. كانت موكسوين تُحكم من قبل الأمراء الأرمن وذريتهم التي بقيت هناك تحكم حتى القرن العاشر للميلاد..

## الأصول
كانت مقاطعة موكسوين جنبا إلى جنب مع باقردا وزابديسين تعتبر من سلالة الكاردوخيين.

## السكان
قبل الإبادة الجماعية للأرمن في عام 1915 للميلاد كانت المقاطعة تحتوي على ستين قرية، أربعون منها يسكنها الأرمن. ومن ثم سكنها الأكراد والأتراك.

## شخصيات
خرج من هذه المقاطعة فقي طيران، الشاعر والكاتب الكردي، وخان محمود، السيد الكردي من إمارة موكسوين الكردي في القرن التاسع عشر.